# Élections municipales de 2026 à Bordeaux
Pour des articles plus généraux, voir Élections municipales françaises de 2026 et Élections municipales de 2026 en Gironde.
Les élections municipales de 2026 à Bordeaux auront lieu en mars 2026. Elles visent au renouvellement du conseil municipal et du métropolitain de Bordeaux Métropole.

## Modalités du scrutin

### Dates
Ces élections se tiendront en mars 2026, les dates précises seront annoncées par décret au moins 3 mois avant le scrutin.

### Mode de scrutin
L'élection des conseillers municipaux et métropolitains se déroule selon un scrutin de liste à deux tours avec prime majoritaire : les candidats se présentent en listes complètes avec la possibilité de deux candidats supplémentaires. Lors du vote, on ne peut faire ni adjonction, ni suppression, ni modification de l'ordre de présentation des listes. Chaque bulletin de vote comporte deux listes : une liste de candidats aux seules élections municipales et une liste de ceux également candidats au conseil métropolitain.
Le nombre de sièges à pourvoir au conseil municipal de Bordeaux correspond à celui des communes dont la population est comprise entre 250 000 et 300 000 habitants, soit 65 sièges. Les conseillers municipaux sont élus au suffrage universel direct pour une durée de mandat de six ans. L'élection se termine au premier tour en cas de majorité absolue. Le cas échéant, un second tour a lieu. Les listes qui ont obtenu au moins 10 % des suffrages exprimés au premier tour peuvent se présenter au second. Les candidats des listes qui ont obtenu plus de 5 % des suffrages exprimés au premier tour peuvent rejoindre une autre liste.
La liste ayant obtenu le plus de voix se voit attribuer la moitié des sièges, arrondie à l'entier supérieur si nécessaire. Ainsi, la liste majoritaire obtiens automatiquement 33 sièges. Les 32 sièges restants sont attribués à la représentation proportionnelle à la plus forte moyenne aux listes ayant obtenu au moins 5 % des suffrages exprimés au second tour (ou au premier tour en cas de tour unique).

## Contexte

### Scrutin précédent
Les élections municipales de 2020 ont été marquées par une abstention massive en raison de la pandémie de Covid-19, la participation lors du 1er tour s'étant effondrée de 55 % en 2014 à 37 % en 2020.
Sur le plan local, la liste d'union de la gauche menée par l'écologiste Pierre Hurmic est remporte le scrutin avec 48 sièges au conseil municipal. Cette victoire s'inscrit dans la vague verte qui permet à Europe Écologie les Verts de remporter plusieurs grandes villes, remportant ainsi l'un des bastions historique de la droite qu'elle détenait depuis la Libération. 
Du côté de l'opposition, malgré la fusion au second tour de la liste du maire sortant — et successeur d'Alain Juppé — Nicolas Florian avec celle de La République en marche menée par Thomas Cazenave la droite et le centre sont défaits et obtiennent 14 sièges. La liste conduite par Philippe Poutou, qui regroupe le Nouveau Parti anticapitaliste et La France insoumise obtient 3 sièges. Le Rassemblement national ne parvient pas à atteindre le seuil de 10% nécessaire pour se maintenir au second tour et se retrouve absent du nouveau conseil municipal.

### Contexte politique local
Le basculement de Bordeaux à gauche se confirme lors des élections régionales de 2021, les listes d'Alain Rousset et de Nicolas Thierry remportant à eux deux plus de 55 % des suffrages.
Jean-Luc Mélenchon réalise un score de 29 % au premier tour de l'élection présidentielle de 2022, le meilleur score des candidats de gauche, mais est dépassé par les 33 % d'Emmanuel Macron qui remporte par la suite largement les suffrages des bordelais au second tour face à Marine Le Pen, avec 80 % des voix. Les candidats de la Nouvelle union populaire écologique et sociale remportent deux des trois circonscriptions législatives de Bordeaux lors des élections législatives de 2022 tandis que Thomas Cazenave conserve son siège dans la dernière.
Pour les élections européennes de 2024, la liste socialiste menée par Raphaël Glucksmann termine en tête devant celle de la coalition présidentielle de Valérie Hayer. Les élections législatives anticipées qui suivent ne voit pas de changements de députés bordelais, les trois sortants parvenant à conserver leurs sièges.
En cours de mandature, l'opposition de droite est endeuillée par le décès soudain de l'ancien maire Nicolas Florian à la suite d'un accident vasculaire cérébral le 26 janvier 2025,,.

## Candidatures déclarées
Le 17 janvier 2025, Mickael Baubonne s’annonce candidat aux élections municipales 2026 de Bordeaux.
Le 9 mai 2025, La France insoumise désigne Lucie Hémond et Nordine Raymond comme chefs de file.
Le 27 mai 2025, la ministre du tourisme Nathalie Delattre, également ancienne adjointe d'Alain Juppé devenue directrice présidente du groupe Bordeaux Ensemble après le décès de Nicolas Florian, annonce sa candidature.
Le 2 mai 2025, Julie Rechagneux, députée européenne et ancienne conseillère régionale, annonce qu'elle conduira une liste Rassemblement national lors des prochaines municipales.
Le 26 juin 2025, Éric Zemmour annonce sur les réseaux sociaux que Virginie Bonthoux Tournay, référente départementale du parti, conduira une liste lors des municipales à venir.

## Sondages
Tout sondage d'opinion est affecté par une marge d'erreur.
Une couleur arbitraire est associée à chaque institut de sondage ; ces couleurs sont une aide visuelle et ne correspondent pas à une tendance politique.

### Premier tour
| Source | Date de réalisation  | Échantillon | LO     | NPA - LFI | PCF - PS - LÉ | RE - LR     | RN       | REC     |
| Source | Date de réalisation  | Échantillon | Eckert | Poutou    | Hurmic        | RE - LR     | Paluteau | Tournay |
| ------ | -------------------- | ----------- | ------ | --------- | ------------- | ----------- | -------- | ------- |
| Source | Date de réalisation  | Échantillon |        |           |               |             |          |         |
| Ifop   | 31 mars-9 avril 2025 | 703         | 2      | 16        | 35            | 32 Cazenave | 10       | 5       |
| Ifop   | 31 mars-9 avril 2025 | 703         | 3      | 15        | 38            | 29 Delattre | 11       | 4       |

N.B. :
- en gras sur fond coloré : le candidat arrivé en tête du sondage ;
- en gras sur fond blanc les candidats qualifiés au second tour dans le sondage.

## Résultats
|                          |                           |       |              |              |             |             |        |        |  |
| Tête de liste            | Tête de liste             | Liste | Premier tour | Premier tour | Second tour | Second tour | Sièges | Sièges |  |
| Tête de liste            | Tête de liste             | Liste | Voix         | %            | Voix        | %           | CM     | CC     |  |
|                          | Mickael Baubonne          | SE    |              |              |             |             |        |        |  |
| Bordeaux Nouvelle Voie   |                           |       |              |              |             |             |        |        |  |
|                          | Nathalie Delattre         | PR    |              |              |             |             |        |        |  |
|                          |                           |       |              |              |             |             |        |        |  |
|                          | Julie Rechagneux          | RN    |              |              |             |             |        |        |  |
|                          |                           |       |              |              |             |             |        |        |  |
|                          | Virginie Bonthoux Tournay | REC   |              |              |             |             |        |        |  |
|                          |                           |       |              |              |             |             |        |        |  |
|                          |                           |       |              |              |             |             |        |        |  |
| Votes valides            |                           |       |              |              |             |             |        |        |  |
| Votes blancs             |                           |       |              |              |             |             |        |        |  |
| Votes nuls               |                           |       |              |              |             |             |        |        |  |
| Total                    | Total                     | Total |              | 100          |             | 100         | 65     | 35     |  |
| Abstention               |                           |       |              |              |             |             |        |        |  |
| Inscrits / participation |                           |       |              |              |             |             |        |        |  |